# Golden Hair
Golden Hair è una canzone di Syd Barrett, inserita nell'album The Madcap Laughs del 1970. Prima della pubblicazione del disco in questione, il brano venne pubblicato come B-side dell'unico singolo pubblicato in carriera da Barrett, Octopus (novembre 1969).

## Il brano
L'accompagnamento musicale venne scritto da Barrett nel 1961, all'età di 15 anni, mentre il testo è tratto da una poesia presente nella raccolta Musica da camera di James Joyce.
Inizialmente, la canzone doveva essere inserita nell'album The Piper at the Gates of Dawn dei Pink Floyd, ma venne scartata perché stonava con il resto delle tracce: Mike Leonard, tecnico delle luci dei Pink Floyd, ricorda infatti che la canzone venne più volte provata nell'appartamento di Highgate che aveva affittato ai quattro musicisti. Alla fine, la canzone venne inserita nel suo primo LP da solista.
Nella riedizione di Madcap Laughs in CD (1994), venne aggiunta la take five, mentre altre due versioni (solo strumentali) sono disponibili in Opel, una raccolta di inediti e nuovi arrangiamenti.
La canzone è stata definita da due critici del sito Ondarock come una delle più lucide e chiare di Barrett, nonostante, su altri versi, sia un'antesignana del movimento gothic rock.

## Cover
- La canzone compare come cover nell'album Blue Day degli Slowdive, dai suoni più distorti.
- Nel primo minuto del film Mysterious Skin di Greg Araki è ben riconoscibile il tema della canzone ri-arrangiato con synth e una distante voce riverberata.